# عزلة الفكيكة (تعز)
عزلة الفكيكة هي إحدى عزل مديرية مقبنة في محافظة تعز اليمنية ويبلغ تعداد سكانها 2408 نسمة حسب التعداد السكاني في اليمن لعام 2004شيخ العزلة الشيخ علي ثابت حسن الجمل.تمتاز عزلة الفكيكة بالأراضي الخصبة والزراعيةومياه عذبة ولها اوديه عده.

## ارجية
- الجهاز المركزي للإحصاء بالجمهورية اليمنية
- المركز الوطني للمعلومات باليمن نسخة محفوظة 10 أبريل 2015 على موقع واي باك مشين.
- World Gazetteer:Yemen
- الدليل الشامل و

تقسيم قراها إلى أقسام عده ومنها القطنة_المجزع_المعصرة_وادي الشط واحي كثيره لم يتم ذ. كرها￼
1. ↑  "الدليل الشامل - محافظة تعز - مديرية مقبنه - عزلة الفكيكه". www.yemenna.com. مؤرشف من الأصل في 2019-11-21. اطلع عليه بتاريخ 2019-11-21.